# Lo Man-kam
Lo Man-kam (ou Wenjin Lu), né le 25 mai 1933 dans le Guangdong[réf. nécessaire] est un expert chinois en arts martiaux chinois, maître de wing chun. Il est le neveu du maître Yip Man.